# اوپل موکا
اوپل موکا (انگلیسی: Opel Mokka) یک مدل خودروی کراس اوور ساب‌کامپکت است که از سال ۲۰۱۲ تا کنون در دو نسل توسط شرکت خودروسازی آلمانی اوپل ساخته شده‌است.